# Mikko Sirén

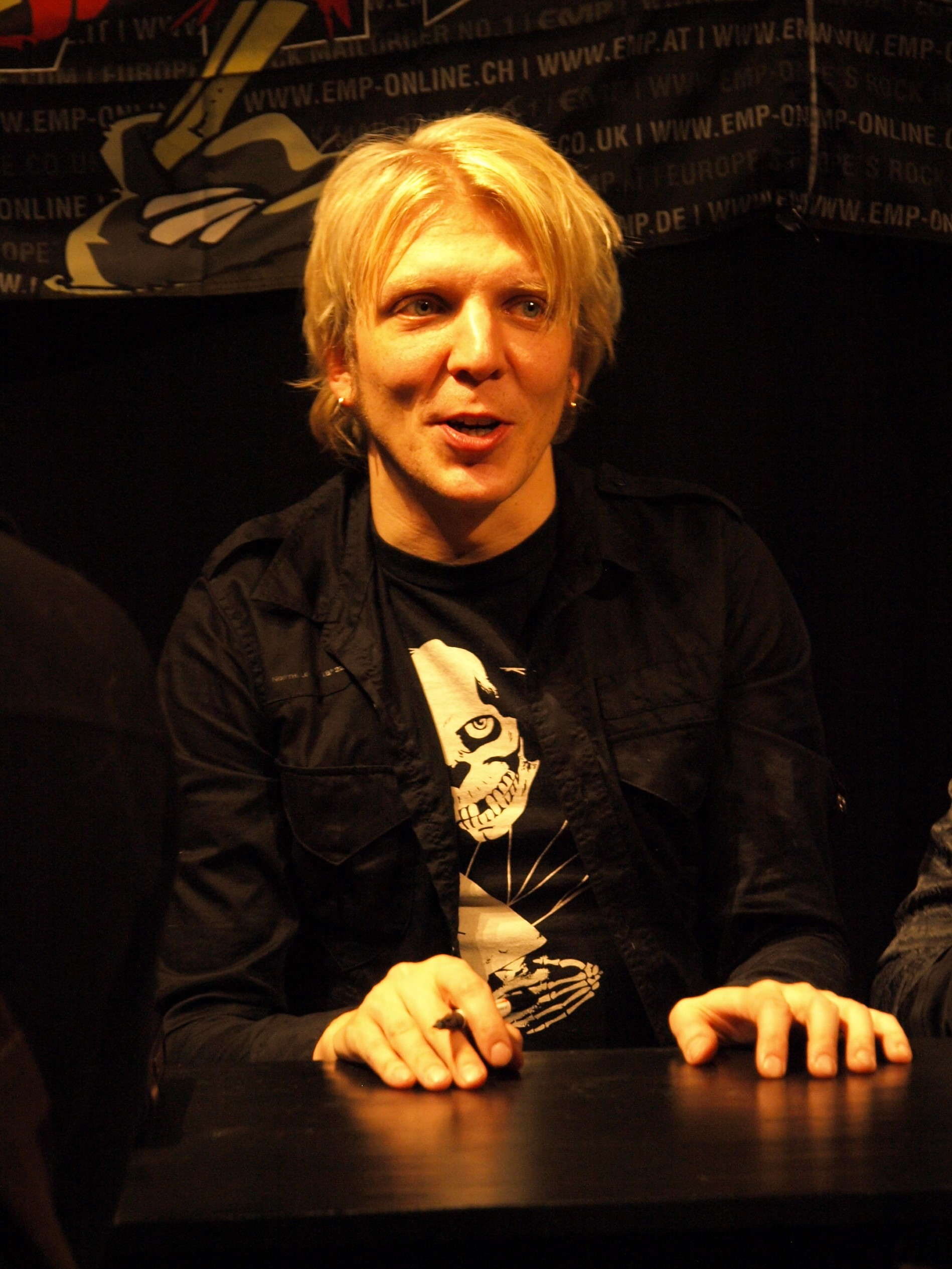
Mikko Sirén (2010)

Mikko Sirén (* 31. Dezember 1975 in Helsinki) ist ein finnischer Musiker und Komponist. Sirén ist Schlagzeuger der Metal-Bands Apocalyptica und Emigrate. Er ist in den Bereichen Metal, Rock und  Klassische Musik tätig.

## Biografie
Im Alter von sechs Jahren erhielt Sirén das erste Mal Schlagzeugunterricht. Er ist seit 2003 Teil der Live-Shows von Apocalyptica, aber erst seit Dezember 2005 offiziell festes Mitglied. 2009 nahm er das Schlagzeug für Elias Viljanens drittes Album Fire-Hearted auf. Er komponierte außerdem mit Bandmitglied Perttu Kivilaakso den Soundtrack für das Videospiel Max Payne 2: The Fall of Max Payne.
Sirén ist im Besitz eines Studiumabschlusses in Jazzmusik. Zudem schreibt Sirén seinen eigenen Blog Ilmasto on hot (zu Deutsch: Das heiße Klima), in dem er zum Klimaschutz aufruft.
Seit 2013 ist er offizielles Mitglied der Band Emigrate. Zudem spielt er in den finnischen Bands Megaphone und Kengurumeininki.

## Diskografie
Mit Apocalyptica
- 2008: Worlds Collide
- 2010: 7th Symphony
- 2015: Shadowmaker
- 2020: Cell-0

Mit Emigrate
- 2014: Silent So Long
- 2018: A Million Degrees
- 2021: The Persistence of Memory